# 0 (альбом)
«0» — второй альбом исландской группы «Low Roar», выпущенный 8 июля 2014 года. Четвёртая и вторая песни из альбома, «I’ll Keep Coming» и «Easy Way Out», стали широко известны в 2016 году, когда были использованы в трейлере к игре Хидэо Кодзимы «Death Stranding», а также в одном из эпизодов сериала Киллджойс. Трек "Breathe In" был использован в анимационном документальном фильме Побег. Обложка альбома была создана Анной Джудиче совместно с Валерией Морандо и выиграла конкурс "Best Design", организованный FÍT.

## Список композиций
| №                   | Название                        | Длительность |
| ------------------- | ------------------------------- | ------------ |
| 1.                  | «Breathe In»                    | 7:34         |
| 2.                  | «Easy Way Out»                  | 4:48         |
| 3.                  | «Nobody Loves Me Like You»      | 5:55         |
| 4.                  | «I'll Keep Coming»              | 5:52         |
| 5.                  | «Half Asleep»                   | 7:15         |
| 6.                  | «Please Don't Stop (Chapter 1)» | 4:40         |
| 7.                  | «I'm Leaving»                   | 5:34         |
| 8.                  | «In the Morning»                | 1:24         |
| 9.                  | «Phantoms»                      | 6:03         |
| 10.                 | «Anything You Need»             | 3:13         |
| 11.                 | «Dreamer»                       | 5:09         |
| 12.                 | «Vampire on My Fridge»          | 6:30         |
| 13.                 | «Please Don't Stop (Chapter 2)» | 4:02         |
| Общая длительность: | Общая длительность:             | 68:14        |